# معین‌السلطان
جعفرقلی‌خان قاجار ملقب به جلال‌الملک، حاجب‌الدوله و معین‌السلطان پسر عیسی‌خان والی و پسردایی ناصرالدین‌شاه بود.

## زندگی
جعفرقلی‌خان از کودکی وارد دربار ناصرالدین‌شاه شد. در ابتدا از پیشخدمتان شاه بود، سپس پس از برادرش مهدی‌قلی‌خان مجدالدوله به سمت غلام‌بچه‌باشی (رئیس غلام‌بچه‌های اندرون شاهی) رسید. در اولین سفر ناصرالدین شاه به اروپا با منصب پیشخدمت در شمار همراهان شاه بود. او در سفر دوم ناصرالدین‌شاه به اروپا نیز شاه را همراهی می‌کرد و در این سفر سمت غلام‌بچه‌باشی داشت. در سال ۱۳۰۱ قمری، لقب جلال‌الملک به او داده شد و در سال ۱۳۱۰ قمری، در سن سی سالگی پس از آن که حسینعلی‌خان معین‌الدوله، فراشباشی ناصرالدین‌شاه، از سمت خود استعفا داد، ناصرالدین شاه این شغل را به جعفرقلی‌خان داده و او را ملقب به حاجب‌الدوله کرد. پس از قتل ناصرالدین‌شاه و تاجگذاری مظفرالدین‌شاه، اغلب درباریان دوره ناصرالدین‌شاه برکنار و با اطرافیان مظفرالدین‌شاه که با او از تبریز به تهران آمده بودند، جایگزین شدند. از این میان جعفرقلی‌خان نیز معزول شد و سمت او به مصطفی‌قلی‌خان قاجار دولو تعلق گرفت.  لقب حاجب‌الدوله نیز به مصطفی‌قلی‌خان داده شد و جعفرقلی‌خان لقب معین‌السلطان گرفت.

## زندگی شخصی
جعفرقلی‌خان با کوکب‌السلطنه، دختر ظل‌السلطان (پسر ارشد ناصرالدین‌شاه) و همدم الملوک، ازدواج کرد. کوکب‌السلطنه از جانب مادرش نوه میرزا تقی‌خان امیرکبیر و عزت‌الدوله بود. از این ازدواج چهار پسر و یک دختر متولد شد:
1. ناصر اعتمادی (۱۲۷۱-۱۳۲۸) ملقب به نصرالدوله، معاون نخست وزیر در کابینه دوم علی سهیلی، وزیر کشاورزی در کابینه دوم محمد ساعد، و استاندار خراسان از ۲۲  آذر ۱۳۲۴[۴]
2. محمدحسن اعتمادی، دختر او به نام قمرتاج اعتمادی (۱۲۹۰–۱۳۹۲) در اوایل دهه ۱۳۹۰ از سوی خبرگزاری‌های ایران به عنوان آخرین «نوه زنده امیرکبیر» معرفی می‌شد.[۵][۶][۷]
3. محمد اعتمادی
4. نصرالله اعتمادی
5. کوکب‌الملوک اعتمادی، با محسن خان پسر میرزا رضا خان مؤیدالسلطنه (گرانمایه) ازدواج کرد.